# Cheilosia sorrorcula
Cheilosia sorrorcula är en tvåvingeart som först beskrevs av Samuel Wendell Williston  1891.  Cheilosia sorrorcula ingår i släktet örtblomflugor, och familjen blomflugor. Inga underarter finns listade i Catalogue of Life.